# 改札鋏
改札鋏（かいさつばさみ、かいさつきょう、英語: ticket punch）とは、鉄道駅の改札口において、入場するときにきっぷへ使用開始（済み）であること示す「切れ込み」を入れるために使われる道具（鋏）のこと。
改札パンチもしくは改鋏（かいきょう）とも呼ばれる。

## 概要
日本に鉄道が開業した当初より、国内ほぼ全ての鉄道事業者で長らく用いられてきた。その後、国鉄民営化後のJRグループでは、1990年にJR東海の東海道新幹線において日付入りスタンプ（改札印）が初めて導入されたのを皮切りに、JR各社でスタンプへの置き換えが急速に進んだ結果、JR全体としてはおよそ1992年頃を境にほぼ使われなくなった。
現在では民鉄においても、入鋏道具として第一線で実際に改札鋏を用いている鉄道事業者は数少なくなっており、「きっぷを切る」光景そのものが珍しくなっているが、例えば小湊鉄道など一部の地方鉄道などでは現役であり、興味的に受け止められることがある。
駅の改札（入場口）において駅係員が、きっぷに対して使用開始を示す切れ込みを入れる行為のことを入鋏（にゅうきょう）、入れられた切れ込みのことを鋏痕（きょうこん）、形状のことは特に痕形とも呼ぶ。鋏痕は時代を通じて全国でおよそ140種類あるとされ、例えば東京鉄道管理局では46種類あった。
本体の形状は大きく分けて「一般型」と、多客をさばく必要のある省線東京鉄道管理局向けとして戦前期に考案された「東鉄型」の2種類がある。一般型はニギリ（持ち手）部分がニッパーなど一般工具のような形状だが、東鉄型はニギリの先端どうしが当たる構造になっており、その反動で速く切ることが可能である（刃が速くひらく→次のきっぷを素早く挟めるため）。
JRでは2019年12月から28年ぶりに、有人改札で回数券で入場する場合に、スタンプと併用して改札鋏を使う事例が出てきた。また、例えば東京メトロなどやJRにおいても、本来の用途では使わないものの、遅延証明書への入鋏など副次的用途もしくは念のため残されている鉄道事業者や駅がある。

## 改札鋏の鋏痕
例として、小田急多摩線の各駅における入鋏済み乗車券の鋏痕を示す。すべての駅で鋏痕が異なっていることがわかる。

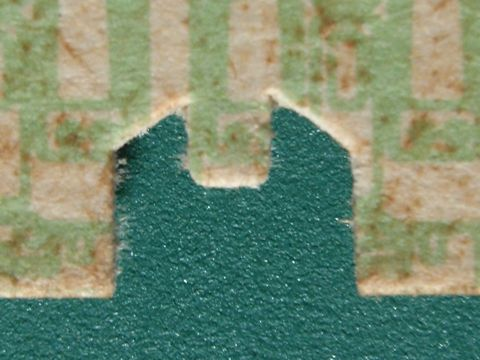
五月台
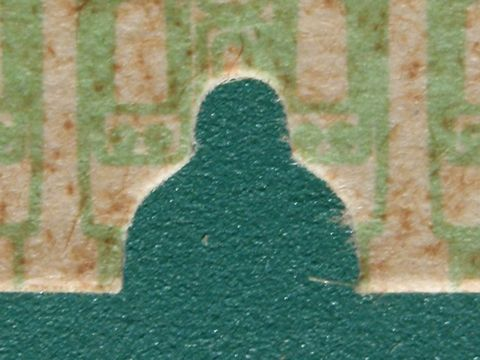
栗平
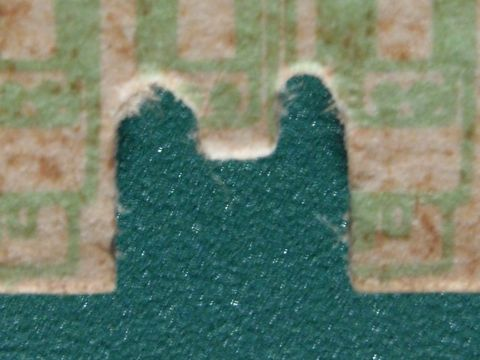
黒川
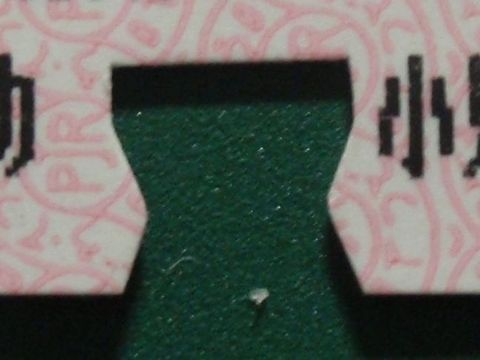
はるひ野
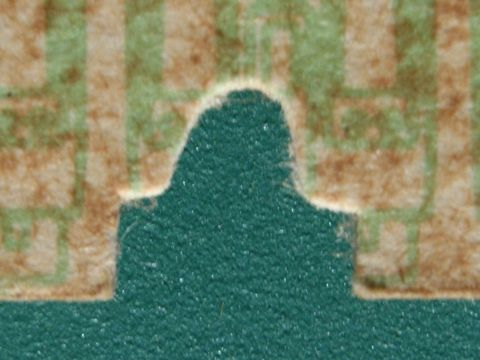
小田急永山
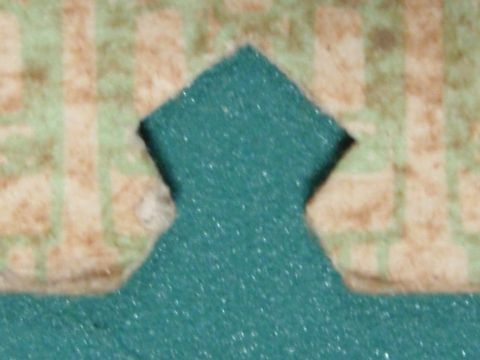
小田急多摩センター
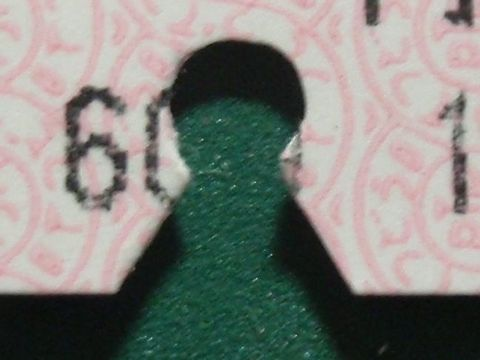
唐木田